# Колестрамбо (Фрозиноне)
Колестрамбо је насеље у Италији у округу Фрозиноне, региону Лацио.
Према процени из 2011. у насељу је живело 87 становника. Насеље се налази на надморској висини од 143 м.